# Quercus streimii
Quercus streimii är en bokväxtart som beskrevs av János Johann A. Heuffel. Quercus streimii ingår i släktet ekar, och familjen bokväxter. Inga underarter finns listade i Catalogue of Life.